# Счастливчик Пер
«Счастливчик Пер» (дат. Lykke-Per) — датский драматический фильм режиссёра Билле Аугуста, экранизация одноимённого романа писателя и лауреата нобелевской премии Хенрика Понтоппидана. В главных ролях: Эсбен Смед, Кэтрин Розенталь и Беньямин Киттер.
Фильм рассказывает об одарённом молодом человеке Петере Сидениусе, который оставляет свою семью и переезжает в Копенгаген, чтобы выучиться на инженера. Движимый большими амбициями, юноша заводит связи в городской элите. Однако его собственная гордость может помешать осуществлению мечты о масштабном инженерном проекте. Премьера фильма состоялась 20 августа 2018 года в Дании.
В августе 2018 года «Счастливчик Пер» вошёл в шорт-лист из трёх датских фильмов, один из которых будет выдвинут от Дании на кинопремию «Оскар» в категории «Лучший фильм на иностранном языке» (в итоге был отобран фильм «Виновный»). Также «Счастливчик Пер» был номинирован на датскую кинопремию «Роберт» в 15 номинациях, в том числе за лучший фильм, лучший адаптированный сценарий и лучшую игру актёров.

## Сюжет
Молодой человек Петер Сидениус по прозвищу Пер — амбициозный одарённый юноша, интересующийся инженерным делом. Однажды он покидает свой родной дом в сельской Ютландии и переезжает в Копенгаген, чтобы поступить в институт. В столице Пер, движимый своей мечтой осуществить крупномасштабный инженерный проект по строительству каналов, входит в доверие к городской элите, семье Саломон и влюбляет в себя старшую дочь главы семейства. Но гордость Пера вдруг становится на пути к достижению собственной мечты.

## В ролях
| Актёр                              | Роль                 |
| ---------------------------------- | -------------------- |
| Эсбен Смед                         | Петер «Пер» Сидениус |
| Кэтрин Розенталь                   | Якобе Саломон        |
| Беньямин Киттер                    | Иван Саломон         |
| Джули Кристиансен                  | Нанни Саломон        |
| Томми Кентер                       | Филип Саломон        |
| Тамми Эст                          | Леа Саломон          |
| Расмус Бьерг                       | Эйберт               |
| Оле Леммеке                        | Делфт                |
| Андерс Хове                        | Пастор Сидениус      |
| Эльзебет Стеентофт                 | Фру Сидениус         |
| Йенс Альбинус                      | Эберхарт Сидениус    |
| Сара Виктория Бьерегорд Кристенсен | Ингер                |

## Награды и номинации
| Награды и номинации | Награды и номинации                   | Награды и номинации               | Награды и номинации                                      | Награды и номинации |
| Церемония           | Награда                               | Категория                         | Номинант                                                 | Результат           |
| ------------------- | ------------------------------------- | --------------------------------- | -------------------------------------------------------- | ------------------- |
| 2018                | Кинофестиваль в Гамбурге              | Премия критиков                   | Билле Аугуст                                             | Номинация           |
| 2019                | Бодиль                                | Лучшая женская роль второго плана | Кэтрин Розенталь                                         | Победа              |
| 2019                | Роберт                                | Лучший фильм                      | Томас Хейнесен, Карин Тролле, Билле Аугуст, Nordisk Film | Номинация           |
| 2019                | Роберт                                | Лучший режиссёр                   | Билле Аугуст                                             | Номинация           |
| 2019                | Роберт                                | Лучший адаптированный сценарий    | Андерс Фритьоф Аугуст, Билле Аугуст                      | Номинация           |
| 2019                | Роберт                                | Лучший актёр                      | Эсбен Смед                                               | Номинация           |
| 2019                | Роберт                                | Лучшая актриса                    | Кэтрин Розенталь                                         | Победа              |
| 2019                | Роберт                                | Лучший актёр второго плана        | Беньямин Киттер                                          | Номинация           |
| 2019                | Роберт                                | Лучшая актриса второго плана      | Джули Кристиансен                                        | Номинация           |
| 2019                | Роберт                                | Лучший оператор                   | Дирк Брюэль                                              | Номинация           |
| 2019                | Роберт                                | Лучший художник-постановщик       | Йетте Леманн                                             | Победа              |
| 2019                | Роберт                                | Лучший композитор                 | Лоренц Дангель                                           | Номинация           |
| 2019                | Роберт                                | Лучший звук                       | Арильд, Нильс, Кин Далум                                 | Номинация           |
| 2019                | Роберт                                | Лучший монтаж                     | Янус Биллесков Янсен, Анне Эстеруд                       | Номинация           |
| 2019                | Роберт                                | Лучший дизайн костюмов            | Манон Расмуссен                                          | Победа              |
| 2019                | Роберт                                | Лучшие визуальные эффекты         | Мартин Мэдсен, Томас Эленшлегер                          | Номинация           |
| 2019                | Роберт                                | Лучший макияж                     | Деннис Кнудсен, Тина Хелмарк                             | Номинация           |
| 2019                | Пекинский международный кинофестиваль | Лучший фильм                      | Билле Аугуст                                             | Победа              |